# Abergwyngregyn
Abergwyngregyn (en anglès Aber) és un poblet del comtat gal·lès de Gwynedd a 203 km de Cardiff i a 203 km de Londres. El 2011 la població era de 6.047 habitants, dels quals 1.910 (31,6%) parlaven gal·lès.